# Віскі

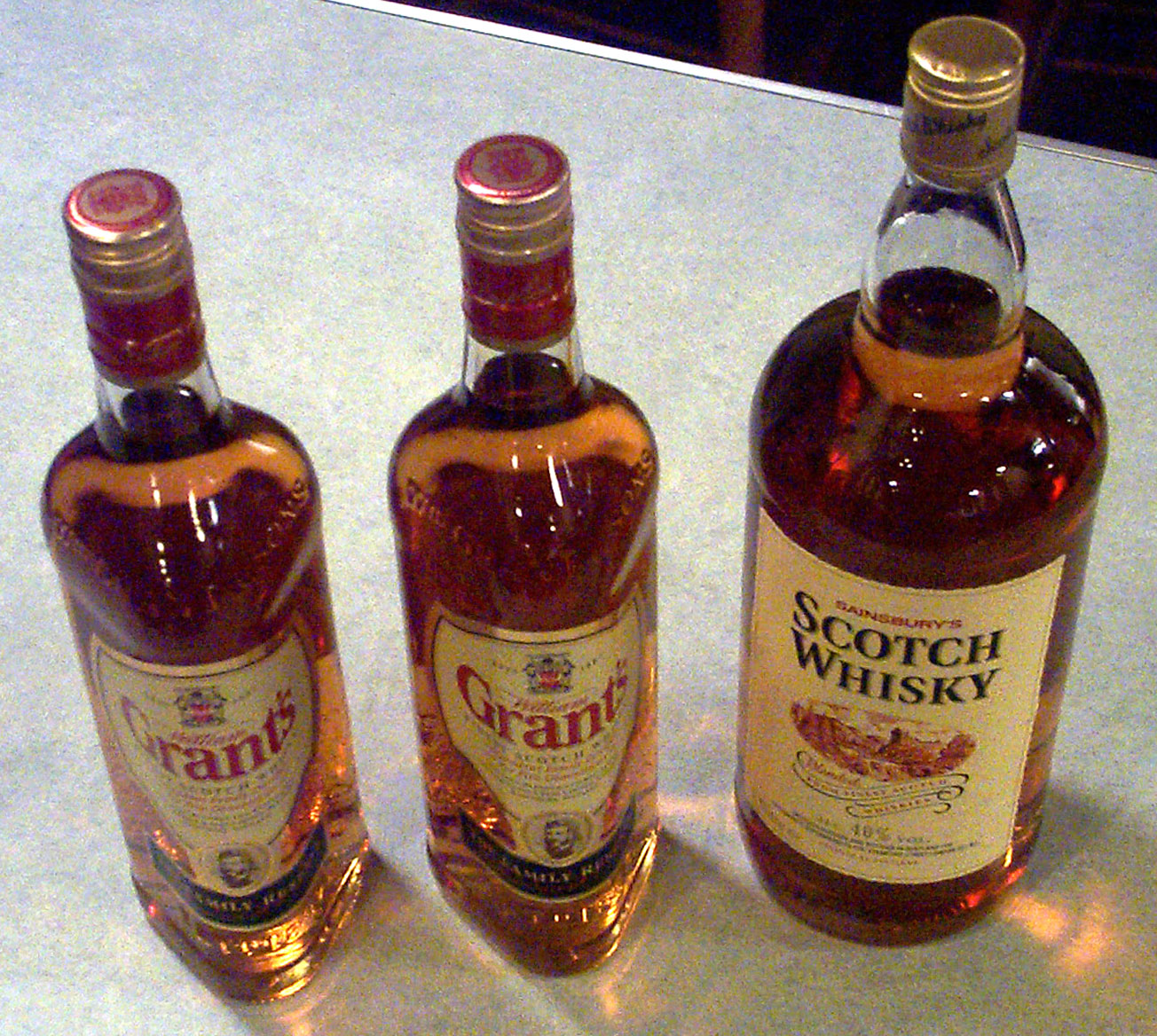
Шотландське віскі

Віскі (англ. whiskey, у Шотландії whisky, від шотл. гел. uisque baugh чи ірл. uisce beatha — вода життя, оковита) — національний алкогольний напій Шотландії та Ірландії, який отримують перегонкою (дистиляцією) збродженого зернового сусла й витримки спирту в дерев'яних (зазвичай дубових) бочках (cask).
Залежно від виду напою використовуються різні види зерна, зокрема ячмінь і його солод, жито і його солод, пшениця і кукурудза.

## Історія
Перша письмова згадка про віскі датується 1405 роком і походить з Ірландії, де віскі виробляли ченці. Воно також згадується в Шотландії: у реєстрі шотландського казначейства є запис, датований 1 червня 1494 року, про видачу «восьми болів солоду брату Джону Кору для виготовлення aqua vitae». Проте вважається, що віскі вже було відоме принаймні за кілька століть перед тим. Коли й де віскі було дистильоване вперше, невідомо, а місцевий і недокументований характер виробництва спиртних напоїв у той період ускладнює встановлення походження цього напою. Крім того, цілком можливо, що відкриття процесу дистиляції відбулося в різних місцевостях незалежно одне від одного.
У 1505 році монополію на виробництво віскі отримала Гільдія хірургів та цирюльників Единбурга. Віскі почали продавати в аптеках як чудодійний лікарський засіб.
Деякі знавці вважають, що виробництво спиртів методом дистиляції розпочалося у VIII-IX століттях н. е. на Близькому Сході, а до Ірландії та Британії це мистецтво принесли християнські монахи. Популярною є легенда про те, що процес дистиляції став відомий в Ірландії та Британії завдяки св. Патрикові, проте він, імовірно, жив приблизно в V столітті н. е. Можливо також, що процес дистиляції було відкрито в Ірландії і, можливо, у Британії (чи то незалежно, чи то раніше, ніж на Близькому Сході) фермерами, які таким чином знаходили застосування для надлишку зерна після збору врожаю.

## Назви і написання

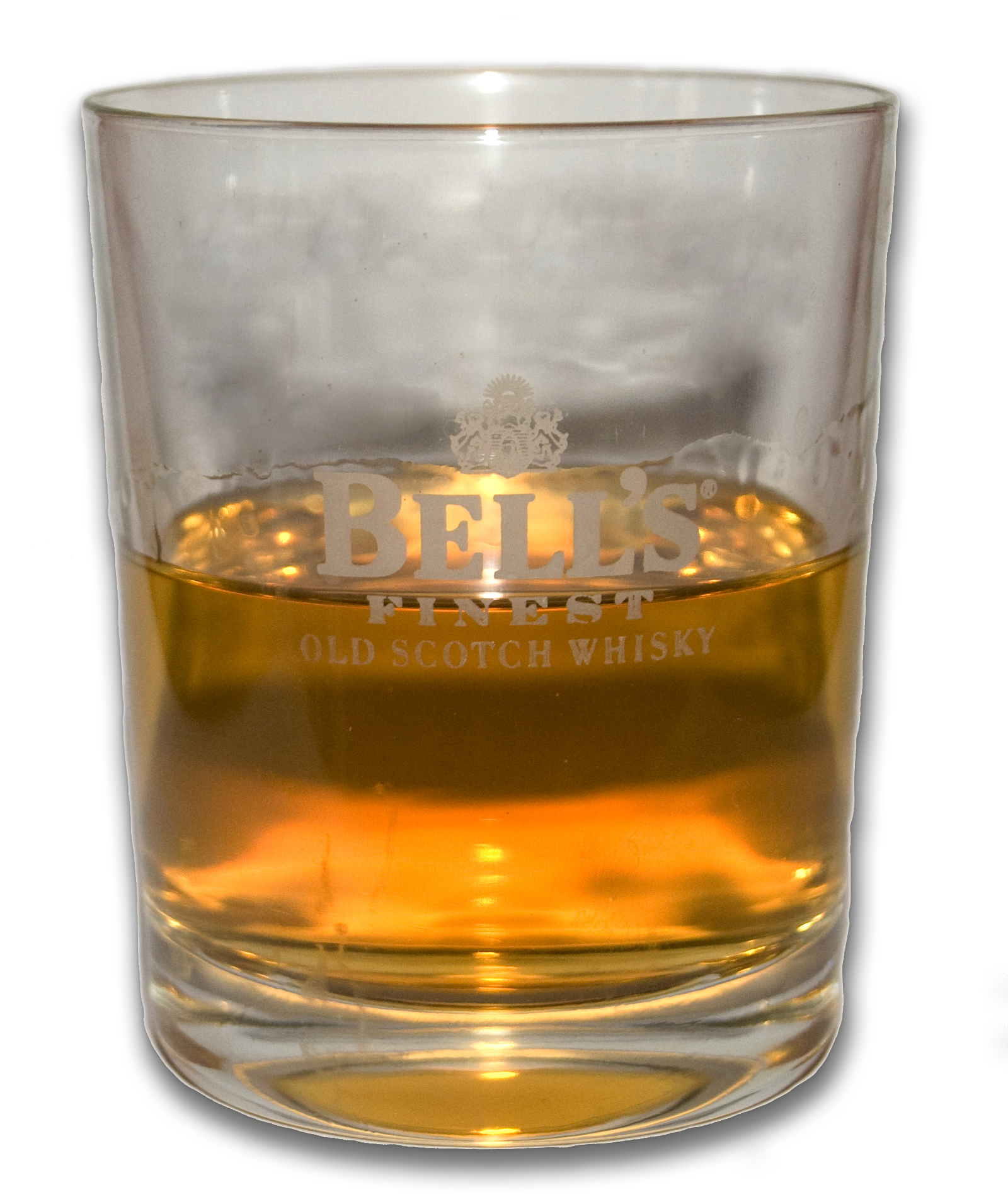
Келих з віскі

Англійське слово «віскі» («whisky») походить від гельського слова «вода» (uisce або uisge) і повністю звучить як uisge-beatha (у Шотландії) або uisce beatha (в Ірландії) та означає «вода життя» («water of life»). Воно пов'язане з латинським терміном aqua vitae, який також означає «вода життя».
Написання слова «whisky» (множина — «whiskies»), зазвичай, використовується для позначення віскі, дистильованого у Шотландії, Вельсі, Канаді та Японії, тоді як слово «whiskey» використовується для спиртів, дистильованих в Ірландії.
Наприкінці Вікторіанської епохи ірландське віскі користувалося найбільшою популярністю у світі. Серед ірландських віскі найкращим вважалося віскі, вироблене у Дубліні. Для того, аби відрізнити віскі, вироблене у Дубліні, від усіх інших віскі, дублінські віскікурні прийняли написання «whiskey». Інші ірландські віскікурні зрештою повторювали їх. Останнім ірландським віскі, що використовував написання «whisky», був Paddy, який вироблявся з написом «whiskey» у 1966 році.
Наказом американського Бюро з питань виробництва алкоголю, тютюну і зброї від 1968 року слово «whisky» означене у Сполучених Штатах Америки як офіційна назва, але допускається маркування словом «whiskey», що є відступом від традиційного написання. Більшість американських виробників (за нечисленними винятками, такими як Early Times, Maker's Mark і George Dickel) і досі використовує саме останній варіант написання.
Щоб запам'ятати, яку назву слід використовувати, можна користуватися таким правилом — у назвах «Ireland» (Ірландія) і «United States» (Сполучені Штати Америки) є принаймні одна англійська літера «e», тоді як у словах «Scotland» (Шотландія), «Canada» (Канада) і «Japan» (Японія) такої літери немає. Винятком із цього правила є англомовне позначення вельського віскі («Welsh whisky»).
У багатьох країнах для позначення «шотландського віскі» («Scotch whisky») використовуються скорочення «скотч» («Scotch»).

## Хімія
Віскі та інші напої, які одержують методом дистиляції (як-от коньяк і ром), є складними напоями, що містять величезну кількість ароматизаторів, серед яких від 200 до 300 складових можуть бути виявлені шляхом хімічного аналізу. Ароматизатори включають карбонільні сполуки, алкоголі, карбоксильні кислоти та їхні естери, азот- і сірковмісні сполуки, фенольні сполуки, терпени та киснемісткі гетероциклічні сполуки, а також естери жирних кислот. Серед азотних сполук є піридини, піколіни та піразини.

### Аромати від дистиляції
Аромат віскі частково визначається наявністю конгенерів і сивушних масел. Сивушні масла є вищими алкоголями, ніж етанол, мають незначну токсичність і сильний неприємний запах і смак. Надмірний вміст сивушних масел у віскі вважається недоліком. Під час дистиляції застосовується чимало засобів для усунення небажаних сивушних масел. Американські віскікурні традиційно вдаються до повторної фільтрації з використанням вугілля, гравію, піску або лляного полотна для вилучення небажаних дистилятів. Канадські віскікурні традиційно застосовують перегінний куб безперервного циклу («column still»), за допомогою якого можна одержати майже чистий (і менш ароматний) етанол, відомий як нейтральний зерновий спирт (neutral grain spirit, grain neutral spirit, GNS). Аромат відновлюється шляхом купажу нейтрального зернового спирту з ароматними віскі.
У дистилятах швидко утворюються ацеталі, і велику їхню кількість можна виявити у напоях, які одержують шляхом дистиляції. Основною серед цих речовин є ацетальдегід діетил ацеталь (1,1-діетоксіетан). Серед усіх видів віскі найвищий вміст цієї речовини властивий солодовому. Цей ацеталь є основною складовою аромату хересу, надаючи йому фруктового букету.
Дикетон діацетил (2,3-бутанедіон) має маслянистий запах і наявний у майже усіх напоях, які одержують шляхом дистиляції. Як правило, віскі і коньяки містять більшу кількість цієї речовини, ніж горілка, але значно меншу, ніж ром або бренді.

### Аромати дуба
В усіх видах дуба присутній лактон віскі (3-метил-4-октанолід). Цей лактон має міцний кокосовий аромат. Лактон віскі також відомий як дубовий лактон.
Дуб, що піддається обвугленню з комерційною метою, багатий на фенольні сполуки. Під час одного з досліджень було виявлено 40 різних фенольних сполук. У віскі присутній кумарин скополетин, найвищий показник якого виявлений у бурбоні.

## Види віскі
Віскі або подібні до віскі продукти виробляють у більшості районів, де вирощують зернові культури. Ці напої відмінні за своєю основою, вмістом алкоголю і якістю.
- Шотландське віскі (скотч) (Scotch whiskies) зазвичай дистилюють двічі, проте деякі піддають третій дистиляції. За міжнародним законодавством[16], будь-який продукт, що містить позначення «скотч» («Scotch»), повинен бути дистильований у Шотландії і витриманий не менше трьох років у дубових бочках або ж мати якість. Віскі витримують не у пляшці, а лише у дубовій бочці не більше 700 л, а «вік» скотча відповідає строку між дистиляцією та розливом у пляшки. Вік свідчить про те, наскільки бочка взаємодіяла зі спиртом, змінивши його хімічний склад і смак. Віскі, які перебували у пляшці протягом багатьох років, можуть мати цінність раритету, але не є «старішими» і не обов'язково є «кращими», ніж той віскі, що виготовлене нещодавно і витриманий у дереві протягом такого самого строку. Якщо шотландське віскі походить з більш ніж однієї бочки і має на пляшці вказівку на вік, така вказівка повинна відповідати вікові наймолодшого віскі у цьому купажі. Чимало односолодових віскі бочкової міцності не мають вказівки на вік, оскільки вони використовують молодші складові у мінімальній кількості з метою створення аромату і надання м'якості.

Шотландське віскі поділяється на два основні види — солодове (malt) і зернове (grain).
- Солодовим є віскі, вироблене виключно з солодженого ячменю і дистильоване у перегінному кубі у формі цибулини (pot still)
- Зернове віскі виробляється з солодженого і несолодженого ячменю з використанням інших видів зерна, зазвичай, за допомогою перегінного кубу Коффі (patent still, або Coffey still). Донедавна цей вид віскі використовувався лише для купажу, але зараз на ринку пропонують кілька марок однозернового (single grain) шотландського віскі.

Солодові і зернові віскі поєднують різними способами:
- односолодове (single malt) — це солодове віскі, вироблене на одній віскікурні. Проте якщо віскі не має позначки «single cask» («однобочковий»), воно містить віскі з багатьох (можливо, сотень) бочок, що дозволяє купажистові досягнути смаку, який є типовим для цієї віскікурні. У більшості випадків таке віскі має назву, що відповідає назві віскікурні (наприклад, The Glenlivet, Glenmorangie, Bowmore), і містить вказівку про вік, а також, можливо, позначку про певні особливості виробництва, як-от витримка у бочці з-під портвейну;
- купажоване солодове віскі (blended malt) виробляють шляхом купажування солодових віскі з різних віскікурень. Якщо віскі має позначку «pure malt» («чистий солод»), «vatted malt» («солодовий діжковий») або просто «malt» («солод»);
- однозернові віскі (single grain) — зернове віскі, вироблене на одній віскікурні;
- купажоване зернові віскі (blended grain) виробляють шляхом купажування лише зернових віскі з різних віскікурень;
- купажовані (змішані) віскі (blended) — це, зазвичай, дешевші віскі, вироблені шляхом змішування солодових і зернових віскі. Віскі, яке має лише позначку «Scotch whisky» («шотландське віскі»), радше за все, вироблене шляхом саме такого купажу. Співвідношення солод/зерно в різних типах купажів може варіюватися від 10 до 50 відсотків — що вищий відсоток солодового віскі, то якісніший та дорожчий купаж. Купаж, зазвичай, відбувається з використанням віскі з різних віскікурень, що дозволяє купажистові створити смак, що є традиційним для певного сорту віскі, і тому найменування такого віскі (наприклад, Bell's, Chivas Regal), зазвичай, не містить найменування віскікурні. Проте позначка «blended» («купажований») може внести плутанину у класифікації. Суміш солодових (без додавання зернових) віскі з різних віскікурень позначаються як «blended malt scotch» («солодовий купажований скотч»), а суміш зернових (без додавання солодових) віскі — як «blended grain scotch» («зерновий купажований скотч»), суміш і солодових, і зернових віскі — «blended scotch» («купажований скотч»).

Основні види купажу:
-   - standard blend — до нього входять спирти, які витримані не менше трьох років;
  - de luxe blend — використовуються спирти, які витримуються не менше аніж 12 років;
  - semi premium & premium blends — максимальний відсоток солодового віскі, а вік спиртів вже нічим не обмежений і може сягати навіть ста років.

- Японське віскі, як правило, відповідає шотландській традиції і може бути класифіковане з використанням вищенаведеної типології.

- Ірландське віскі, як правило, піддається потрійній дистиляції і повинно бути витримане у дерев'яних бочках протягом не менше як трьох років.[17] Майже завжди використовують солод, який не підсушувався торфом.

- Канадське віскі повинно (відповідно до законодавства[18]) бути витримане у бочці (barrel) протягом не менш як трьох років. Більшість канадських віскі є купажованими багатозерновими віскі.

- Американське віскі включає як віскі типу «straight» (дослівно — «прямий», тобто «прямо з бочки»), так і купажовані віскі. Позначка «straight» може використовуватися лише на тому віскі, який належить до «іменованих сортів», зазначених у федеральних нормативних актах і витриманих у дубових бочках протягом не менш як двох років. Найпоширенішими «іменованими сортами» є:

- bourbon («бурбон»), який повинен принаймні на 51 % складатися з кукурудзи (маїсу);
- rye («житній»), який повинен принаймні на 51 % складатися з жита;
- corn («кукурудзяний»), який виробляється з затору, що принаймні на 80 % складається з кукурудзи (маїсу). Цей віскі дистилюється аж до досягнення міцності у не менш як 80 % алкоголю за об'ємом. Він не обов'язково повинен бути витриманий, але якщо він витриманий, така витримка повинна відбуватися у нових необвуглених дубових бочках (barrels) або у тих бочках, які були у використанні. Витримка, зазвичай, відбувається короткий час — шість місяців. Під час витримки віскі набуває кольору, аромату і смаку, а його різкість зменшується.

Усі американські віскі сорту «straight», крім кукурудзяного віскі сорту «straight», повинні бути витримані у нових бочках, обвуглених зсередини. Американські купажовані віскі поєднують віскі сорту «straight» і невитримане віскі, нейтральні зернові спирти, ароматичні, смакові добавки та фарбники. Ці визначення передбачені законодавством США. Не визначеним законодавством, але важливим для ринку є Tennessee whiskey (теннессійське віскі), основним зразком якого є Jack Daniel's. Під час дистиляції це віскі ідентичне бурбону майже в усіх важливих аспектах. Найвиразніша різниця полягає у тому, що віскі Теннессі піддається фільтрації через вугілля цукрового клену, що надає йому унікального смаку і аромату.
- Чисте віскі з перегінного куба (pure pot still whiskey) — це ірландське віскі, вироблене шляхом поєднання солодженого і несолодженого ячменю і дистиляції через перегінний куб.

- Вельське віскі (Welsh whisky).
- Ankara — віскі, який виробляли в Туреччині з 1964 по 2011 рік.

- Індійське віскі (Indian whisky) — алкогольний напій в Індії, позначений як «віскі». Велику частину індійського віскі одержують шляхом дистиляції збродженої меляси, і тому за межами Індійського півострова цей напій мав би вважатися сортом рому[19]. 90 % «віскі», споживаного в Індії, вироблено з меляси, хоча Індія вже почала дистилювати віскі з солоду та іншого зерна, наприклад, такої марки як Amrut[en][20].

## Технологія виготовлення
Смакові характеристики віскі визначаються безліччю параметрів, включаючи якість води та зерна, спосіб солодження, фільтрації, особливості бочки, тривалість витримки, конструкцію і форму мідного перегінного куба, температуру повітря при розливі в пляшки тощо. Що стосується особливостей бочки: на багатьох віскікурнях використовуються бочки з-під вина — хересу, мадери, портвейну, що при витримці в таких бочках залишає свій смаковий і ароматичний відбиток. Деякі віскі йдуть в змішаній витримці — спочатку витримуються в двох різних бочках, а потім змішуються. Існують також і варіанти дотримки, наприклад, останні три роки віскі витримується в другій бочці.
Однак можна виділити два основних напрямки: «шотландське» і «ірландське». Перше відрізняється традицією сушити солод, використовуючи як паливо торф, що додає особливого димного смаку напою; а друге «безторфним» сушінням у печах і потрійною перегонкою, що, у свою чергу надає віскі м'якості.

### Сировинні складові
Згідно класичної технології, в Шотландії сировиною для виробництва віскі (Scotch whisky) служать ячмінний солод і ячмінь, в Ірландії (Irish whiskey) до ячмінного солоду додають жито. Ячмінь для виробництва віскі в Шотландії вирощується в декількох районах, де він має специфічні смакові властивості.
В США і Канаді як сировина для віскі (Bourbon) використовуються кукурудза, жито (rye whiskey), пшениця (wheat whiskey).
В Японії для виготовлення віскі використовують просо, кукурудзу. У невеликих кількостях додають рис і інші зернові.

### Виробничий процес
Виробничий процес складається з наступних основних стадій:
1. «Приготування ячмінного солоду, або солодження ячменю». Ячмінь ретельно перебирають, очищають і сушать. Потім його замочують і розсипають шаром в 5—7 см на підлозі солодовні для проростання протягом 7—10 днів. Пророщене зерно (солод) надходить на сушку. Якщо зерно не пророщені, то отримане віскі називається зерновим (grain). У чистому вигляді він в продаж майже не надходить, а застосовується для купажу. В Шотландії випускають усього 4 марки чистого зернового віскі в пляшках: Glen Wolf, Black Barrel, Glen Clyde і Invergordon.
2. «Сушка солоду». У Шотландії солод сушать гарячим димом від згорання торфу, деревного вугілля і букових стружок, отримуючи таким чином «копчене зерно». У результаті готовий продукт має характерний димний йодисто-торф'яний аромат, який відрізняє шотландське віскі від усіх інших. В Ірландії та інших країнах дим для сушіння солоду не використовується.
3. «Отримання сусла». Солод подрібнюють, отримуючи борошно (grist), змішують з гарячою водою і витримують 8—12 годин, в результаті чого виходить солодка рідина (wort).
4. «Бродіння (ферментація)». До охолодженого сусла додають дріжджі, і протягом двох діб триває бродіння при температурі 35—37 °C. У результаті бродіння виходить слабкий спиртний напій, схожий на пиво (wash) міцністю близько 5 %. Третя і четверта стадії характерні для виробництва багатьох спиртних напоїв і для віскі не специфічні.
5. «Перегонка». Брагу переганяють два (іноді три) рази на мідних перегінних апаратах (pot still), що мають форму реторти. У результаті дистиляції в першому апараті (wash still) об'ємом 7—23 тис. літрів виходить рідина міцністю 25—30 %, що носить ім'я «слабкого вина» (low wines). Вона надходить у другій апарат (spirits still), має обсяг 6—21 тис. літрів і дистилюється ще один раз. Продуктом другий перегонки є віскі міцністю до 70 %. Під час другої перегонки відділяють «голову» і «хвіст», тобто ті частини дистиляту, які виходять з апарату на початку і в кінці процесу перегонки, а відбирають тільки середню фракцію. Залишені «голову» і «хвіст» додають в low wines і знову направляють на перегонку. Форма перегінних апаратів сильно впливає на остаточний смак віскі. Кожна винокурня має pot stills власної форми і ємності. Вважається, що високі і вузькі перегінні апарати дають віскі більш легкий і тонкий, ніж маленькі і широкі. Коли замінюють старі апарати, то нові виготовляють, точно відтворюючи форму старих, аж до дефектів (опуклостей і вм'ятин), щоб зберегти смак виготовленого віскі. Отриманий спирт розбавляють водою до міцності 50—63,5 % об.
6. «Витримка». Відбувається в дубових бочках. Найбільш відповідними вважаються іспанські бочки з-під хересу та бочки з американського білого дуба, що раніше містили бурбон. Цей елемент технології з'явився в XVIII столітті з метою повторного використання бочок, в яких з Іспанії імпортувалося вино, і виявився надзвичайно вдалим. Якщо віскі витримується тільки в подібних бочках, то виробник повідомляє про це як про додаткове свідоцтво високої якості напою. Проте з 50-х років XX ст. кількість випадків витримки віскі в бочках з американського білого дуба почала значно збільшуватися. У 80-х роках XX ст. майже всі виробники використовували бочки з американського дуба. Скорочення виробництва хересу і, відповідно, кількості бочок та менша ціна бочок з американського дуба у порівнянні з іспанським — це дві основні причини переходу виробників на білий американський дуб. Саме на стадії бочкової витримки віскі набуває характерні колірні і смакоароматичні властивості: він темнішає, стає м'якшим, отримує додатковий аромат.
7. «Купажування». Для отримання змішаних віскі (Blended whisky) змішують окремо різні сорти солодових (від 15 до 50 сортів) та зернових (3—4 сорти grain whisky) віскі різних термінів витримки (не менше 3 років). Потім їх з'єднують і витримують ще кілька місяців. Деяким рецептам вже сотні років, але виробники розробляють нові або видозмінюють старі відповідно до вимог ринку. Сенс купажування полягає в використанні дешевих зернових віскі, отриманні продукту стандартної якості і з'єднанні найкращих властивостей різних сортів солодових віскі в одному готовому напої. Перше змішане віскі, що набуло широкого поширення, Old Vatted Glenlivet, було розроблене Ендрю Ашером (Andrew Usher) в 1853 р. Виробництво змішаних віскі у Великій Британії регулюється законом з 1860 р. На майстрі купажування лежить складна задача змішування сортів солодового і зернового віскі так, щоб не тільки створити унікальний бленд, але і підтримувати з року в рік його сталість. Кожне відібране для купажу віскі майстер повинен дегустувати одразу після дистиляції, а також під час його дозрівання в бочках. Існує два види купажування:
8. * Різні сорти солодового і зернового віскі змішують у спеціальних посудинах, де витримують протягом 24 годин. Потім цю суміш поміщають в діжки і через кілька тижнів розливають по пляшках. Таким чином виходить дешеве віскі;
9. * Відбирають різні сорти солодового віскі, потім у спеціальних посудинах змішують із зерновим віскі. З метою поліпшення якості купажу, його витримують протягом 6-8 місяців в дубових діжках. Цей період називають «одруження» («marriage»). Таким чином виробляють наддорогі віскі.
10. «Розлив». Перед розливом віскі фільтрують через паперові мембрани при температурі від 2 до 10 °C (деякі сорти віскі не фільтрують, а очищають механічним способом для отримання більш багатого аромату і смаку) і розбавляють джерельною водою до необхідної міцності (за винятком віскі з Тенессі, який фільтрується перед витримкою). Якщо на пляшці змішаного віскі зазначено термін його витримки, він належить до віку наймолодшого віскі, що входить у бленд. Якщо в купажі велика частка старих (від 12 років витримки) солодових віскі, то в назві віскі присутнє слово De luxe.

Технологія виробництва шотландського віскі формувалася протягом більш ніж трьох століть, аж до середини XIX століття. Різкого зростання виробництва в середині XIX століття сприяли загибель більшості європейських виноградників, уражених завезеної з Америки філоксерою (Vitis vitifolii, підряд попелиць), і винахід ефективного перегінного апарату в 1830 році.

### Термін витримки
За законом, шотландське віскі повинне витримуватися не менше 3 років — тільки по закінченні цього терміну солодовий дистилят отримує право називатися whisky. Солодові віскі, не призначені для отримання змішаних сортів, витримують від п'яти до двадцяти років і більше. Найбільш поширені терміни витримки — 10—12 років (оригінальні сорти) і 21 рік (ексклюзивні або колекційні сорти). Деякі рідкісні сорти віскі витримуються 30—50 років. Ірландське віскі зазвичай витримується 5 років, канадський — не менше 6 років.

## Вплив на здоров'я
Користь вживання помірних доз алкоголю (яка виявляється у поліпшенні стану здоров'я і довголітті), що її зазвичай приписують вину, притаманна, начебто, і віскі. Багато дослідників на цей час вважають, що речовиною, яка має цю корисну властивість, є власне алкоголь, хоча під час дослідження не було установлено, що інші складові алкогольних напоїв не мають цих корисних властивостей. Проте надмірне вживання алкоголю може завдати шкоди основним органам, насамперед печінці. Більше того, часте вживання міцних алкогольних напоїв, як-от віскі, істотно підвищує імовірність виникнення у людини ракових захворювань верхніх органів дихання і травлення.
Колись вважалося, що віскі, виготовлене з ячменю або солоду, містить глютен і його (так само, як і пива, лагерів, елів і стаутів) слід уникати під час дотримання дієти, що не допускає вживання цього білка. На тепер відомо, що процес дистиляції усуває всі сліди глютену і віскі є безпечним для вживання під час дотримання зазначеної дієти.

## Цікаві факти
Щосекунди шотландське віскі генерує 135 фунтів доходу до скарбниці Великої Британії. Тобто щохвилини Шотландія експортує 2500 пляшок віскі.
Три роки й один день — стільки потрібно часу, щоб дистилят став віскі. Згідно із законодавством Шотландії, слово scotch можна вказати на етикетці тільки після трирічної витримки віскі й лише на шотландській землі. Здебільшого виробники витримують близько 10 років. У найшанованіших винокурень є особливі запаси виняткових бочок, у них віскі зберігають 50 і більше років.
У Британії найпрестижнішою вважають службу на глибоководній субмарині Британського королівського флоту. Заявки приймають один раз на рік, потім на претендентів чекає жорсткий добір. Тренувальна програма майбутніх офіцерів флоту коштує країні 2 млн фунтів на кожного кандидата, тому вибирають тільки найкращих. Якщо в процесі добору кандидата відсіюють, йому вручають коробку з його речами, у якій лежить пляшка шотландського віскі, і вказують на вихід. Кажуть, ця традиція зародилася в перші роки після заснування програми підготовки.